# Akvadukt Noáin
Akvadukt Noáin, nebo také akvadukt Subiza, je dílo postavené za vlády Karla III. Španělského pro přivádění pitné vody do španělského města Pamplony v Navaře.
Používal vodu ze subizského pramene, který se nachází na severním svahu pohoří Sierra del Perdón a zásoboval město až do roku 1895.
Projektem byl původně pověřen francouzský inženýr Francisco Geni, ale nakonec byl realizován v roce 1782 Venturou Rodríguezem ve spolupráci se Santosem Ángelem de Ochandáteguia a následně Franciscem Alejo Arangurenem .
Jeho délka byla 16,5 km a náklady na výstavbu činily 1 250 000 peset. Roku 1992 byl zařazen mezi španělské kulturní památky.